# Käthe Mey
Käthe Mey (* 19. Januar 1907 in Berlin; † 1987 in Würselen) war eine deutsch-britisch-schweizerische Filmeditorin.

## Werdegang
Die gebürtige Deutsche Käthe Mey wurde durch Heirat britische Staatsangehörige und war Schnittmeisterin bei der Tobis. 
Lazar Wechsler holte sie für seine geplanten Langspielfilme nach Zürich. Da während des Krieges in der Schweiz ein generelles Arbeitsverbot für Ausländer galt, musste Käthe Mey ihre Stelle 1942 an Hermann Haller abgeben.
Nach Kriegsende arbeitete sie in England und Kanada und erhielt 1962 das Schweizer Bürgerrecht.

## Filmografie (Auswahl)
- 1933: Wie d’Warret würkt
- 1935: Jä-soo!
- 1935: Erotik in der Schweiz
- 1938: Füsilier Wipf
- 1939: Kriminalkommissar Studer (Wachtmeister Studer)
- 1940: Fräulein Huser
- 1940: Die missbrauchten Liebesbriefe
- 1941: Gilberte de Courgenay
- 1941: Romeo und Julia auf dem Dorfe
- 1941: Landammann Stauffacher
- 1942: Das Gespensterhaus
- 1942: Der Schuss von der Kanzel
- 1949: Swiss Tour
- 1954: Landarzt Dr. Hilfiker heiratet